# Schloss Neuhemsbach
Das Schloss Neuhemsbach war ein Bauwerk in Neuhemsbach im Landkreis Kaiserslautern in Rheinland-Pfalz.

## Lage
Das Schloss stand auf dem örtlichen Geißberg in der Neuhemsbacher Ortsmitte an der Mündung des Billesbach in den Hemsbach.

## Geschichte
Ursprünglich befand sich an der Stelle eine Burg, die im Pfälzischen Erbfolgekrieg zerstört worden war. Als Ersatz folgte an diesem Ort im Jahr 1714 die Grundsteinlegung für das Schloss, das ein Jahr später fertiggestellt wurde und in dem Graf Friedrich Ludwig zu Sayn-Wittgenstein-Homburg zusammen mit seinen Schwestern lebte; ihr Vater Graf Christian zu Sayn-Wittgenstein-Homburg war ab 1684 Inhaber der Herrschaft Neuhemsbach gewesen.
1795 wurde das Schloss infolge der Französischen Revolution zerstört. Nach 1804 wurden die Reste des Schlosses – die Schlosskirche wurde bei einer Versteigerung gerettet – als Steinbruch verwendet.

## Überbleibsel
Lediglich die Schlosskirche und einige Mauerreste blieben in der Gegenwart erhalten. Der Kirchturm diente der einstigen Burg- und der späteren Schlossanlage als Wehrturm. Mehrere Häuser in Neuhemsbach wurden aus Steinen errichtet, die einst im Schloss verbaut waren, vereinzelt ebenso Bauwerke in Nachbarorten wie die Untere Eselsmühle in Enkenbach-Alsenborn oder die Synagoge in Münchweiler.